# Brian Henton
Brian Henton, född 19 september 1946 i Castle Donington, är en brittisk racerförare. 

## Racingkarriär
Henton debuterade i formel 1 säsongen 1975 för Lotus. Hans största framgångar i F1 var ett snabbaste varv i Storbritannien 1982 och en sjundeplats i Tyskland 1982.
Hentons största racingframgång var dock vinsten i det europeiska formel 2-mästerskapet i en Toleman 1980. 

## F1-karriär
| Säsong | Stall/Tillverkare                                                 | Poäng | Placering |
| ------ | ----------------------------------------------------------------- | ----- | --------- |
| 1975   | Lotus-Ford                                                        | 0     | –         |
| 1977   | March-Ford British Formula One Racing Team (March-Ford) Boro-Ford | 0     | –         |
| 1981   | Toleman-Hart                                                      | 0     | –         |
| 1982   | Arrows-Ford Tyrrell-Ford                                          | 0     | –         |

| 1. Storbritannien 1982 | 1. Nederländerna 1977 |